# Liste der Landschaftsschutzparks in Polen
Folgend eine Liste der über 120 Landschaftsschutzparks in Polen (Park krajobrazowy). In der vom UNEP World Conservation Monitoring Centre zuletzt 2003 erstellten UN List of Protected Areas werden die Landschaftsschutzparks als IUCN-Kategorie V Geschützte Landschaft aufgeführt.
Es besteht die Möglichkeit, um den Park eine Pufferzone (otulina) zu errichten. Für die Ausweisung des Schutzgebietes, die Ernennung eines Direktors und die Genehmigung eines 20-jährigen Schutzplans ist der Wojwode zuständig. Erstreckt sich der Park über mehrere Woiwodschaften, benennt der Umweltminister den Direktor.

## Woiwodschaft Ermland-Masuren
| Name (polnisch)                         | Name (deutsch)                           | Fläche in km² | Gründungsdatum |
| --------------------------------------- | ---------------------------------------- | ------------- | -------------- |
| Brodnicki Park Krajobrazowy             | Landschaftsschutzpark Strasburg          | 137           | 29. März 1985  |
| Mazurski Park Krajobrazowy              | Landschaftsschutzpark Masuren            | 537           | 1977           |
| Park Krajobrazowy Pojezierza Iławskiego | Landschaftsschutzpark Eylauer Seenplatte | 251           | 1993           |
| Park Krajobrazowy Puszczy Rominckiej    | Landschaftsschutzpark Rominter Heide     | 146           | 14. Jan. 1998  |
| Park Krajobrazowy Wysoczyzny Elbląskiej | Landschaftsschutzpark Elbinger Höhe      | 135           | 26. Apr. 1985  |
| Park Krajobrazowy Wzgórz Dylewskich     | Landschaftsschutzpark Kernsdorfer Höhen  | 75            | 1994           |

## Woiwodschaft Großpolen
| Name (polnisch)                                | Name (deutsch)                                    | Fläche in km² | Gründungsdatum |
| ---------------------------------------------- | ------------------------------------------------- | ------------- | -------------- |
| Lednicki Park Krajobrazowy                     | Landschaftsschutzpark Lednica                     | 77            | 1988           |
| Nadwarciański Park Krajobrazowy                | Landschaftsschutzpark Warthegebiet                | 134           | 1995           |
| Park Krajobrazowy im. gen. Dezydery Chłapowski | Landschaftsschutzpark General Dezydery Chłapowski | 172           | 1992           |
| Park Krajobrazowy Promno                       | Landschaftsschutzpark Promno                      | 20,8          | 1993           |
| Park Krajobrazowy Puszcza Zielonka             | Landschaftsschutzpark Zielonka-Heide              | 114           | 20. Sep. 1993  |
| Powidzki Park Krajobrazowy                     | Landschaftsschutzpark Powidz                      | 246           | 1998           |
| Przemęcki Park Krajobrazowy                    | Landschaftsschutzpark Priment                     | 215           | 25. Nov. 1991  |
| Rogaliński Park Krajobrazowy                   | Landschaftsschutzpark Rogalin                     | 126           |                |
| Sierakowski Park Krajobrazowy                  | Landschaftsschutzpark Zirke                       | 304           | 12. Aug. 1991  |
| Żerkowsko-Czeszewski Park Krajobrazowy         | Landschaftsschutzpark Zerkow-Czeszewo             | 156           | 1994           |

## Woiwodschaft Heiligkreuz
| Name (polnisch)                            | Name (deutsch)                             | Fläche in km² | Gründungsdatum |
| ------------------------------------------ | ------------------------------------------ | ------------- | -------------- |
| Chęcińsko-Kielecki Park Krajobrazowy       | Landschaftsschutzpark Chęciny-Kielce       | 205           | 2. Dez. 1996   |
| Cisowsko-Orłowiński Park Krajobrazowy      | Landschaftsschutzpark Cisów-Orłowiny       | 207           |                |
| Jeleniowski Park Krajobrazowy              | Jeleniowski-Landschaftsschutzpark          | 43            |                |
| Kozubowski Park Krajobrazowy               | Landschaftsschutzpark Kozubów              | 66            |                |
| Nadnidziański Park Krajobrazowy            | Landschaftsschutzpark Nidagebiet           | 232           | 1986           |
| Sieradowicki Park Krajobrazowy             | Landschaftsschutzpark Sieradowice          | 121           | 10. Juni 1988  |
| Suchedniowsko-Oblęgorski Park Krajobrazowy | Landschaftsschutzpark Suchedniów-Oblęgorek | 214           | 1988           |
| Szaniecki Park Krajobrazowy                | Landschaftsschutzpark Szaniec              | 109           | 1986           |

## Woiwodschaft Karpatenvorland
| Name (polnisch)                            | Name (deutsch)                            | Fläche in km² | Gründungsdatum |
| ------------------------------------------ | ----------------------------------------- | ------------- | -------------- |
| Ciśniańsko-Wetliński Park Krajobrazowy     | Landschaftsschutzpark Cisna-Wetlina       | 510           | 1992           |
| Czarnorzecko-Strzyżowski Park Krajobrazowy | Landschaftsschutzpark Czarnorzeki-Strezow | 258           | 7. Apr. 1993   |
| Jaśliski Park Krajobrazowy                 | Landschaftsschutzpark Jaśliska            | 29.911        | 1992           |
| Park Krajobrazowy Doliny Sanu              | Landschaftsschutzpark Saantal             | 343           | 1992           |
| Park Krajobrazowy Gór Słonnych             | Landschaftsschutzpark Berg Saana          | 514           | 1992           |
| Park Krajobrazowy Lasy Janowskie           | Landschaftsschutzpark Lasy Janowskie      | 392           |                |
| Park Krajobrazowy Pogórza Przemyskiego     | Landschaftsschutzpark Pogórze Przemyskie  | 619           | 1991           |
| Południoworoztoczański Park Krajobrazowy   | Landschaftsschutzpark Süd-Roztocze        | 20            | 1989           |

## Woiwodschaft Kleinpolen
| Name (polnisch)                         | Name (deutsch)                          | Fläche in km² | Gründungsdatum |
| --------------------------------------- | --------------------------------------- | ------------- | -------------- |
| Bielańsko-Tyniecki Park Krajobrazowy    | Landschaftsschutzpark Bielany-Tyniec    | 65            | 1981           |
| Ciężkowicko-Rożnowski Park Krajobrazowy | Landschaftsschutzpark Hardenberg-Rożnów | 176           | 1995           |
| Dłubniański Park Krajobrazowy           | Landschaftsschutzpark Dłubnia           | 109           | 1981           |
| Park Krajobrazowy Dolinki Krakowskie    | Landschaftsschutzpark Krakauer Täler    | 198           |                |
| Park Krajobrazowy Pasma Brzanki         | Landschaftsschutzpark Pasmo Brzanki     | 18.867        | 1995           |
| Popradzki Park Krajobrazowy             | Landschaftsschutzpark Popper            | 542           | 11. Sep. 1987  |
| Rudniański Park Krajobrazowy            | Landschaftsschutzpark Rudno             | 5.814         | 1981           |
| Tenczyński Park Krajobrazowy            | Landschaftsschutzpark Tenczynek         | 118           | 1981           |
| Wiśnicko-Lipnicki Park Krajobrazowy     | Landschaftsschutzpark Wiśnicz-Lipnica   | 143           | 1997           |

## Woiwodschaft Kujawien-Pommern
| Name (polnisch)                                 | Name (deutsch)                                    | Fläche in km² | Gründungsdatum |
| ----------------------------------------------- | ------------------------------------------------- | ------------- | -------------- |
| Chełmiński Park Krajobrazowy                    | Landschaftsschutzpark Culm                        | 223           | 15. Mai 1998   |
| Park Krajobrazowy Góry Łosiowe                  | Landschaftsschutzpark Berg Łosiowe                | 49            | 2018           |
| Górznieńsko-Lidzbarski Park Krajobrazowy        | Landschaftsschutzpark Görzberg-Lautenburg         | 190           | 1990           |
| Gostynińsko-Włocławski Park Krajobrazowy        | Landschaftsschutzpark Gostynin-Włocławek          | 390           | 5. Apr. 1979   |
| Krajeński Park Krajobrazowy                     | Landschaftsschutzpark Krajna                      | 739           | 17. Aug. 1998  |
| Nadwiślański Park Krajobrazowy                  | Landschaftsschutzgebiet Weichselgebiet            | 333           | 1993           |
| Park Krajobrazowy Nadgoplański Park Tysiąclecia | Landschaftsschutzpark Jahrtausendpark Goplogebiet | 100           | 1992           |
| Tucholski Park Krajobrazowy                     | Landschaftsschutzpark Tuchel                      | 370           | 1985           |
| Wdecki Park Krajobrazowy                        | Landschaftsschutzpark Schwarzwasser               | 238           | 16. Feb. 1993  |

## Woiwodschaft Lebus
| Name (polnisch)                        | Name (deutsch)                             | Fläche in km² | Gründungsdatum |
| -------------------------------------- | ------------------------------------------ | ------------- | -------------- |
| Barlinecko-Gorzowski Park Krajobrazowy | Landschaftsschutzpark Berlinchen-Landsberg | 240           | 23. Okt. 1991  |
| Gryżyński Park Krajobrazowy            | Landschaftsschutzpark Griesel              | 28            | 15. Apr. 1996  |
| Krzesiński Park Krajobrazowy           | Landschaftsschutzpark Kräsen               | 86            | 10. Juli 1998  |
| Łagowski Park Krajobrazowy             | Landschaftsschutzpark Lagow                | 49            | 26. Apr. 1985  |
| Park Krajobrazowy Łuk Mużakowa         | Landschaftsschutzpark Muskauer Faltenbogen | 182           | 27. Sep. 2001  |
| Park Krajobrazowy Ujście Warty         | Landschaftsschutzpark Warthemündung        | 20.533        | 18. Dez. 1996  |
| Pszczewski Park Krajobrazowy           | Landschaftsschutzpark Betsche              | 122           | 25. Apr. 1986  |

## Woiwodschaft Łódź
| Name (polnisch)                                | Name (deutsch)                                       | Fläche in km² | Gründungsdatum |
| ---------------------------------------------- | ---------------------------------------------------- | ------------- | -------------- |
| Bolimowski Park Krajobrazowy                   | Landschaftsschutzpark Bolimów                        | 231           | 1986           |
| Park Krajobrazowy Międzyrzecza Warty i Widawki | Landschaftsschutzpark Mesopotamia Warthe und Widawka | 266           | 1989           |
| Przedborski Park Krajobrazowy                  | Landschaftsschutzpark Przedbórz                      | 166           | 1988           |
| Spalski Park Krajobrazowy                      | Landschaftsschutzpark Spała                          | 129           | 1995           |
| Sulejowski Park Krajobrazowy                   | Landschaftsschutzpark Sulejów                        | 171           | 1994           |
| Park Krajobrazowy Wzniesień Łódzkich           | Landschaftsschutzpark Lodscher Höhen                 | 138           | 31. Dez. 1996  |
| Załęczański Park Krajobrazowy                  | Landschaftsschutzpark Załęcze                        | 148           | 5. Jan. 1978   |

## Woiwodschaft Lublin
| Name (polnisch)                         | Name (deutsch)                              | Fläche in km² | Gründungsdatum |
| --------------------------------------- | ------------------------------------------- | ------------- | -------------- |
| Chełmski Park Krajobrazowy              | Landschaftsschutzpark Chełm                 | 144           | 1983           |
| Drawski Park Krajobrazowy               | Landschaftsschutzpark Drage                 | 414           | 24. Apr. 1979  |
| Kazimierski Park Krajobrazowy           | Landschaftsschutzpark Kazimierz             | 137           | 1979           |
| Kozłowiecki Park Krajobrazowy           | Landschaftsschutzpark Kozłówka              | 40            | 1990           |
| Krasnobrodzki Park Krajobrazowy         | Landschaftsschutzpark Krasnobród            | 94            | 1988           |
| Krzczonowski Park Krajobrazowy          | Landschaftsschutzpark Krzczonów             | 124           | 1990           |
| Nadwieprzański Park Krajobrazowy        | Landschaftsschutzpark Wieprz-Gebiet         | 44            | 1990           |
| Park Krajobrazowy Podlaski Przełom Bugu | Landschaftsschutzpark Bug-Schlucht Podlaski | 309           | 1994           |
| Park Krajobrazowy Pojezierze Łęczyńskie | Landschaftsschutzpark Łęczna-Seenplatte     | 118           | 1990           |
| Park Krajobrazowy Puszczy Solskiej      | Landschaftsschutzpark Puszcza Solska        | 290           | 1988           |
| Poleski Park Krajobrazowy               | Landschaftsschutzpark Polesien              | 51            | 1983           |
| Skierbieszowski Park Krajobrazowy       | Landschaftsschutzpark Skierbieszów          | 355           | 1995           |
| Sobiborski Park Krajobrazowy            | Landschaftsschutzpark Sobibór               | 112           | 28. März 1983  |
| Strzelecki Park Krajobrazowy            | Landschaftsschutzpark Strzelce              | 111           | 1983           |
| Szczebrzeszyński Park Krajobrazowy      | Landschaftsschutzpark Szczebrzeszyn         | 201           |                |
| Wrzelowiecki Park Krajobrazowy          | Landschaftsschutzpark Wrzelowiec            | 50            | 1990           |

## Woiwodschaft Masowien
| Name (polnisch)               | Name (deutsch)                   | Fläche in km² | Gründungsdatum |
| ----------------------------- | -------------------------------- | ------------- | -------------- |
| Brudzeński Park Krajobrazowy  | Landschaftsschutzpark Brudzeń    | 35            | 9. Juni 1988   |
| Chojnowski Park Krajobrazowy  | Landschaftsschutzpark Chojnów    | 68            | 1993           |
| Kozienicki Park Krajobrazowy  | Landschaftsschutzpark Koschnitz  | 262           | 1983           |
| Mazowiecki Park Krajobrazowy  | Landschaftsschutzpark Masowien   | 144           | 1986           |
| Nadbużański Park Krajobrazowy | Landschaftsschutzpark Bug-Gebiet | 1.390         | 1993           |
| Welski Park Krajobrazowy      | Landschaftsschutzpark Welle      | 242           | 15. Dez. 1995  |

## Woiwodschaft Niederschlesien
| Name (polnisch)                        | Name (deutsch)                             | Fläche in km² | Gründungsdatum |
| -------------------------------------- | ------------------------------------------ | ------------- | -------------- |
| Książański Park Krajobrazowy           | Landschaftsschutzpark Fürstenstein         | 32            | 28. Okt. 1981  |
| Park Krajobrazowy Chełmy               | Landschaftsschutzpark Chełmy               | 160           | 29. Juni 1992  |
| Park Krajobrazowy Dolina Baryczy       | Landschaftsschutzpark Bartschtal           | 870           | 3. Juni 1996   |
| Park Krajobrazowy Dolina Bystrzycy     | Landschaftsschutzpark Weistritztal         | 86            | 27. Okt. 1998  |
| Park Krajobrazowy Doliny Bobru         | Landschaftsschutzpark Bobertal             | 133           | 16. Nov. 1989  |
| Park Krajobrazowy Dolina Jezierzycy    | Landschaftsschutzpark Iseritztal           | 80            | 12. Aug. 1994  |
| Park Krajobrazowy Gór Sowich           | Landschaftsschutzpark Eulengebirge         | 81            | 1991           |
| Park Krajobrazowy Sudetów Wałbrzyskich | Landschaftsschutzpark Waldenburger Sudeten | 65            | 1998           |
| Przemkowski Park Krajobrazowy          | Landschaftsschutzpark Primkenau            | 223           | 1997           |
| Rudawski Park Krajobrazowy             | Landschaftsschutzpark Landeshuter Kamm     | 157           | 1989           |
| Ślężański Park Krajobrazowy            | Landschaftsschutzpark Zobtenberg           | 82            | 8. Juni 1988   |
| Śnieżnicki Park Krajobrazowy           | Landschaftsschutzpark Schneegebirge        | 288           | 1981           |

## Woiwodschaft Oppeln
| Name (polnisch)                     | Name (deutsch)                       | Fläche in km² | Gründungsdatum |
| ----------------------------------- | ------------------------------------ | ------------- | -------------- |
| Park Krajobrazowy Gór Opawskich     | Landschaftsschutzpark Oppagebirge    | 49            | 26. Mai 1988   |
| Park Krajobrazowy Góra Świętej Anny | Landschaftsschutzpark Sankt Annaberg | 51            | 1988           |
| Stobrawski Park Krajobrazowy        | Landschaftsschutzpark Stoberau       | 526           | 26. Sep. 1999  |

## Woiwodschaft Podlachien
| Name (polnisch)                          | Name (deutsch)                            | Fläche in km² | Gründungsdatum |
| ---------------------------------------- | ----------------------------------------- | ------------- | -------------- |
| Łomżyński Park Krajobrazowy Doliny Narwi | Lomschaer Landschaftsschutzpark Narew-Tal | 74            | 10. Dez. 1994  |
| Park Krajobrazowy Puszczy Knyszyńskiej   | Landschaftsschutzpark Knyszyn-Urwald      | 745           | 1988           |
| Suwalski Park Krajobrazowy               | Landschaftsschutzpark Suwalken            | 63            | 1976           |

## Woiwodschaft Pommern
| Name (polnisch)                    | Name (deutsch)                      | Fläche in km² | Gründungsdatum |
| ---------------------------------- | ----------------------------------- | ------------- | -------------- |
| Kaszubski Park Krajobrazowy        | Kaschubischer Landschaftsschutzpark | 332           | 15. Juni 1983  |
| Nadmorski Park Krajobrazowy        | Landschaftsschutzpark Meeresgebiet  | 188           | 5. Jan. 1978   |
| Park Krajobrazowy Dolina Słupi     | Landschaftsschutzpark Stolpetal     | 370           | 1981           |
| Park Krajobrazowy Mierzeja Wiślana | Landschaftsschutzpark Frisches Haff | 44            | 1985           |
| Trójmiejski Park Krajobrazowy      | Landschaftsschutzpark Dreistadt     | 199           | 3. Mai 1979    |
| Tucholski Park Krajobrazowy        | Landschaftsschutzpark Tuchel        | 370           | 1985           |
| Wdzydzki Park Krajobrazowy         | Landschaftsschutzpark Weitsee       | 178           | 15. Juni 1983  |
| Zaborski Park Krajobrazowy         | Zaborski-Landschaftsschutzpark      | 340           | 1990           |

## Woiwodschaft Schlesien
| Name (polnisch)                                                   | Name (deutsch)                                                 | Fläche in km² | Gründungsdatum |
| ----------------------------------------------------------------- | -------------------------------------------------------------- | ------------- | -------------- |
| Park Krajobrazowy Beskidu Małego                                  | Landschaftsschutzpark Kleine Beskiden                          | 258           | 16. Juni 1998  |
| Park Krajobrazowy Beskidu Śląskiego                               | Landschaftsschutzpark Schlesische Beskiden                     | 386           | 16. Juni 1998  |
| Park Krajobrazowy Cysterskie Kompozycje Krajobrazowe Rud Wielkich | Landschaftsschutzpark Zisterzienserarchitektur von Groß Rauden | 494           | 1993           |
| Park Krajobrazowy Lasy nad Górną Liswartą                         | Landschaftsschutzpark Wald an der oberen Lisswarthe            | 508           | 21. Dez. 1998  |
| Park Krajobrazowy Orlich Gniazd                                   | Landschaftsschutzpark Adlernest                                | 729           |                |
| Park Krajobrazowy Stawki                                          | Stawki-Landschaftsschutzpark                                   | 17            | 1982           |
| Żywiecki Park Krajobrazowy                                        | Landschaftsschutzpark Saybusch                                 | 359           | 13. März 1986  |

## Woiwodschaft Westpommern
| Name (polnisch)                                | Name (deutsch)                            | Fläche in km² | Gründungsdatum |
| ---------------------------------------------- | ----------------------------------------- | ------------- | -------------- |
| Cedyński Park Krajobrazowy                     | Landschaftsschutzpark Zehden              | 309           | 1. Apr. 1993   |
| Drawski Park Krajobrazowy                      | Landschaftsschutzpark Dramburg            | 414           | 24. Apr. 1979  |
| Iński Park Krajobrazowy                        | Landschaftsschutzpark Nörenberg           | 178           | 4. Nov. 1981   |
| Park Krajobrazowy Dolina Dolnej Odry           | Landschaftsschutzpark Unteres Odertal     | 60            | 1. Apr. 1993   |
| Szczeciński Park Krajobrazowy "Puszcza Bukowa" | Stettiner Landschaftsschutzpark Buchheide | 91            | 4. Nov. 1981   |